# Bongiorno (cognome)
Bongiorno è un cognome di lingua italiana.

## Varianti
Bondi, Bondì, Bonora, Bontempelli, Bontempi, Bontempo, Bonura, Buongiorno, Buontempi, Buontempo, Orabona, Tempi, Tempini, Tempo.

## Origine e diffusione
Il cognome è panitaliano.
Potrebbe costituire una variante di Boni e significare "che tu porti buone giornate". È affine al cognome Calimeri.
La variante Bondì è settentrionale; Bontempo è panitaliano; Buontempo e Tempini sono toscani e marchigiani; Bonora è settentrionale; Bonura è meridionale; Orabona è estremamente raro.

## Persone
- Giulia Bongiorno (2000) – cestista italiana
- Giuseppe Bongiorno (1950) – politico e avvocato italiano
- Michael Nicholas Salvatore Bongiorno, meglio conosciuto come Mike Bongiorno (1924–2009) – presentatore televisivo statunitense naturalizzato italiano